# 1973年の全日本ロードレース選手権
1973年の全日本ロードレース選手権 (1973ねん の ぜんにほんロードレースせんしゅけん) は、1973年4月15日の筑波ロードレース大会で開幕し、同年10月21日の日本グランプリロードレース大会（鈴鹿）で閉幕した全6戦による1973年シーズンの全日本ロードレース選手権である。
最大排気量のセニア750ccクラスチャンピオンは根本健が獲得した。

## 1973年シーズン
セニア (S) とエキスパート・ジュニア (EJ) は開催される排気量クラスが変更となり、これまで251cc以上クラスとして開催されていた最高排気量クラスは今年度より「750ccクラス」とされた。ポイント対象外のフォーミュラリブレ部門（FL / 改造自由・ファクトリー車両、プロトタイプ車両）も混走する開催型式となった。
加えて、これまで251cc以上、250cc、125ccと3クラスに分かれていたものを750ccクラス (126cc以上から750cc）と125ccクラスの2つに絞った。なお、FLはセニアライセンス選手のみ出場が可能である。FL以外の車両はすべてMFJ公認車両でなければならない。また、公認車であっても製造中止から4年を経過した車種は全日本選手権に出走できない。FLは改造自由であり重量の規定もないが、チタン合金を素材に使用した部品の使用は認められない。
ノービス・ジュニア部門では大排気量クラスが廃止された。これは競技人口増加に比例してビギナー人口が増加し、大排気量ではそのエンジン出力の大きさから事故の規模も大きくなるため、初心者部門の入門者を事故から守るのが主旨と説明された。
開催時の基本レース形態
- ノービスは90cc/125cc/250ccの3クラス、ジュニアが90/125/250/350の4クラス、エキスパート・ジュニアとセニア（FL）は125ccと750ccの2クラス。
- 750ccクラス・125ccクラス共にセニアとエキスパート・ジュニア混走、ライセンス区分別で選手権ポイント付与。賞典外のFLも混走する。
- ジュニア250ccと350ccは混走レース、クラス別に選手権ポイント付与。
- ジュニア90ccと125ccは混走レース、クラス別に選手権ポイント付与。

全日本選手権には含まれなかったが、開幕戦に先立つ3月4日に国内初の試みとなる「2輪と4輪レースの共催」で『鈴鹿ビッグモーターサイクルレース』が開催され、セニア並びにエキスパートジュニアクラスのライダーとフォーミュラリブレ(FL)のビッグマシンが参戦。後年の鈴鹿ビッグ2&4レースの元となる大会として、オートバイレースのメジャーイベント化が推進された。この大会のレース中にはセニア1年生阿部孝夫（スズキ）が2分29秒3のタイムを記録。前年の隅谷守男、和田正宏、金谷秀夫に続き4人目の「鈴鹿2分30秒の壁」を突破した日本人選手となった。
開幕戦は筑波サーキットで開催された。筑波での開幕戦は初であった。メインの750ccクラス決勝は雨足の強い中スタートが切られ、EJの片山敬済（神戸木の実R）がPPスタートから独走で優勝。このレースでは1位から7位までをEJ勢が占めるという開幕となった。第2戦鈴鹿では、デイトナ200マイルレース出場のため開幕を欠場した和田正宏、隅谷守男、小田豊のトップライダー3名が帰国参戦し、真の開幕という空気に包まれた中、決勝では和田と隅谷の激しいバトルとなった。S字区間で隅谷が先行、コース後半で和田が抜いてホームストレートに帰ってくるという展開が繰り返され、和田が首位で最終ラップ第1コーナーに進入。S字区間で隅谷が和田と周回遅れをパスすることに成功した直後のダンロップブリッジ下コーナーで和田が転倒。隅谷がトップでチェッカーを受け、2位の小田、3位にEJの片山が入り、2万5000人の観衆は大いに沸いた。
しかしこの大会で総合2位（750クラス1位）に入った小田（プレイメイト・レーシング）は第3戦終了後、MCFAJ/全日本モーターサイクルクラブ連盟の大会が行われた間瀬サーキットでのレース中に事故で亡くなるという不幸があった。このため、プレイメイトRTの同僚・高井幾次郎と大脇俊夫は750ccクラスチャンピオンを狙える位置（ランキング2位大脇、3位高井）に居ながら、以後のシーズン後半を欠場し喪に服した。
最終戦日本GPも強い雨の中開催となり、メインレースの750ccクラスでは、前日予選で2分25秒0という新レコードタイムを記録しPPを獲得していた和田正宏（カワサキ）の転倒、隅谷守男（ホンダ）のリタイヤなどFLマシンに乗るセニアトップライダーが姿を消して行く中で、350ccで参戦するEJの片山敬済が2位に16秒の大差をつけ独走優勝で制すという開幕戦で見た光景が再現された。ビッグイベントである日本グランプリ大会で下級ライセンスの選手が上級選手を破っての総合優勝は、1970年の糟野雅治以来の快挙であった。なお、このレースで総合3位に入った毛利良一もEJ選手であり、若手の活躍でシーズンは締められた。
セニア125ccクラスはホンダの角谷新二が27ポイント獲得のランキングトップで最終戦を終えたが、MFJ競技規定では「獲得ポイントが30点未満の場合チャンピオンとせず、ランキング2位とする。」という規定があり、この年のセニア125ccクラスはチャンピオン該当者なし（角谷はランキング2位と認定され、以下の順位も1つ繰り下げ）で終了した。また、混走したエキスパートジュニアの毛利良一、青木辰己、上田公次、片山敬済がセニア選手を上回る走りを度々見せ、125総合優勝回数では毛利が最多の勝利数を挙げた。

## スケジュールおよび勝者
| Rd.          | 決勝日       | 開催イベント                           | フォーミュラリブレ優勝‡ | 750cc 優勝        | 125cc 優勝    |
| ------------ | ------------ | -------------------------------------- | ----------------------- | ----------------- | ------------- |
| 1            | 4月15日      | 全日本選手権 筑波ロードレース大会      |                         | 片山敬済 (EJ)     | 青木辰己 (EJ) |
| 2            | 4月29日      | 全日本選手権 鈴鹿ロードレース大会      | 隅谷守男‡               | 小田豊            | 毛利良一 (EJ) |
| 3            | 6月3日       | 全日本選手権 鈴鹿ロードレース大会      |                         | 高井幾次郎        | 毛利良一 (EJ) |
| 4            | 7月22日      | 全日本選手権 鈴鹿耐久レース大会        | 安良岡健‡・阿部孝夫‡    | 根本健・浅見貞男* |               |
| 5            | 10月7日      | 全日本選手権 筑波ロードレース大会      |                         | 根本健            | 毛利良一 (EJ) |
| 6            | 10月21日     | 日本グランプリロードレース大会（鈴鹿） | 阿部孝夫* ‡             | 片山敬済 (EJ)     | 毛利良一 (EJ) |
| チャンピオン | チャンピオン | チャンピオン                           | ※非選手権※              | 根本健            | 該当者なし**  |

- ‡混走のフォーミュラ・リブレ(FL) ポイント対象外
- *印の優勝者はレースの総合優勝者ではなくクラス優勝者
- **セニア125ccクラスはチャンピオン該当者なしで終了した（ランキング表の1位は空欄、2位から順に記載）[12]。

## 表彰
- MFJ最優秀選手[13]
  - セニア部門： 根本健（フライング・ドルフィン）
  - エキスパートジュニア部門： 毛利良一（神戸木の実レーシング）

## ポイントランキング
| 順位     | 1位 | 2位 | 3位 | 4位 | 5位 | 6位 |
| ポイント | 15  | 12  | 10  | 8   | 6   | 5   |
| -------- | --- | --- | --- | --- | --- | --- |

- MFJ主催で行われる日本GPでは、ボーナスポイントとして入賞者に従来のポイントに加えて3ポイントが与えられる。
- 全6戦のうち上位4戦分の獲得ポイント数で争われる有効ポイント制。
- 最終戦終了後に有効獲得ポイント1位であっても、そのポイント数が30点未満の者はチャンピオンと認定されずランキング2位となり、以下の順位も繰り下げされる[14]。

### 750cc
| 順位         | No. | ライダー   | 使用車両         | 1 TSU | 2 SUZ | 3 SUZ | 4 SUZ | 5 TSU | 6 SUZ | ポイント |
| ------------ | --- | ---------- | ---------------- | ----- | ----- | ----- | ----- | ----- | ----- | -------- |
| 1            | 32  | 根本健     | ヤマハ           | 2     | 9     | 4     | 2     | 1     | 12    | 51 (67)  |
| 2            | 11  | 浅見貞男   | ヤマハ           | 4     |       | 5     | 2     | 3     |       | 31       |
| 3            | 16  | 伊波朝夫   |                  |       | 7     |       |       |       | 4     | 25       |
| 4            | 33  | 内田隆     |                  |       |       |       |       | 2     | 6     | 25       |
| 5            | 26  | 里村祥二   |                  |       |       | 6     |       |       | 2     | 23       |
| 6            | 14  | 大脇俊夫   | ヤマハ           |       | 4     | 3     |       | -     | -     | 22       |
| 7            | 8   | 高井幾次郎 | ヤマハ           |       | 8     | 1     |       | -     | -     | 21       |
| 8            | 18  | 福井才二   |                  |       |       |       | 5     |       | 9     | 17       |
| 9            | 9   | 小田豊     | ヤマハ           | -     | 2     |       | -     | -     | -     | 15       |
| 選手権対象外 |     |            |                  |       |       |       |       |       |       |          |
| -            | 29  | 阿部孝夫   | スズキ・TR500 II |       |       |       | 1‡    |       | 8‡    | -        |
| -            | 1   | 隅谷守男   | ホンダ・CB650    | -     | 1‡    | -     |       |       | Ret   | -        |
| -            | 15  | 安良岡健   | スズキ・TR500 II |       |       |       | 1‡    |       |       | -        |
| -            | 2   | 和田正宏   | カワサキ・H2R    | -     | Ret   | -     |       |       | Ret   | -        |

- 太字はポールポジション、斜体はファステストラップ。
- ‡ポイント対象外のフォーミュラ・リブレ。

### ジュニア区分
| ライセンス             | クラス | チャンピオン | マシン | チーム                     |
| ---------------------- | ------ | ------------ | ------ | -------------------------- |
| エキスパート・ジュニア | 750cc  | 片山敬済     | ヤマハ | 神戸木の実レーシングチーム |
| エキスパート・ジュニア | 125cc  | 毛利良一     | ヤマハ | 神戸木の実レーシングチーム |
| ジュニア               | 350cc  | 佐藤順造     |        | オートルーキーRC           |
| ジュニア               | 250cc  | 山崎達衛     |        | チーム東希和               |
| ジュニア               | 125cc  | 坂公平       |        | 鈴鹿レーシングチーム       |
| ジュニア               | 90cc   | 新田茂       |        | 神戸木の実レーシングチーム |
| ノービス               | 250cc  | 橋本久仁啓   |        | レディバードレーシング     |
| ノービス               | 125cc  | 松山守       |        | 鈴鹿レーシングチーム       |
| ノービス               | 90cc   | 杉野順三     |        | 浜寺レーシング             |